# Monochaetinula terminaliae
Monochaetinula terminaliae är en svampart som först beskrevs av Bat. & J.L. Bezerra, och fick sitt nu gällande namn av Muthumary, Abbas & B. Sutton 1986. Monochaetinula terminaliae ingår i släktet Monochaetinula och familjen Amphisphaeriaceae.   Inga underarter finns listade i Catalogue of Life.